# Dicliptera granvillei
Dicliptera granvillei är en akantusväxtart som beskrevs av D.C. Wasshausen. Dicliptera granvillei ingår i släktet Dicliptera och familjen akantusväxter. Inga underarter finns listade i Catalogue of Life.